# René Carmille
René Carmille (8 gener 1886 – 25 gener 1945) va ser un oficial de l'exèrcit francès, funcionari del govern de la República de Vichy i membre de la resistència francesa. Durant la Segona Guerra Mundial, en el Departament de Demografia del govern, creà el Servei Nacional d'Estadística i el codi numèric individual que, després de la guerra, esdevindria el número de la seguretat social encara en ús a França avui.
En aquella feina, Carmille sabotejà el cens Nazi de França, salvant així desenes de milers de jueus de ser enviats als camps de concentració i extermini.

## Pioner de les targetes perforades per a registres
René Carmille serví a l'exèrcit francès durant la Primera Guerra Mundial, inicialment com a comandant de bateries d'artilleria i posteriorment a la Segona Oficina (i.e. servei d'espionatge). L'abril de 1924 va ser nomenat Interventor de l'exèrcit. A més a més de supervisar diverses operacions d'espionatge, esdevingué especialista en gestió industrial, en particular promovent a França el desenvolupament de les targetes perforades i els lectors electromecànics.
Sent funcionari sènior, en els anys 1930 proposà un sistema de registre de 12 dígits basat en la dat i lloc de naixement. La idea era assignar-ne un als nois nou-nats tan aviat eren enregistrats en Registre Civil a fi d'anticipar un futur esforç de guerra. Visità la subsidiària alemanya de IBM, Dehomag a Berlín i portà de tornada un exemplar de les targes perforades de 80 columnes. A França va ajudar en el desenvolupament del l'empresa Bull, una empresa pionera en el subministrament de màquines de targes perforades. Demostrà el valor d'identificar cada persona amb el que més tard esdevingué el número de seguretat social, però també el valor de codificar àrees geogràfiques, activitats econòmiques i professions.

## Mobilització clandestina
Després de l'inici de la Segona Guerra mundial, Carmille i el coronel du Vigier proposaren la creació de fitxers centralitzats dels civils francesos. Com dos terços de França estaven ocupats pels alemanys, es va presentar com un tema purament civil, però secretament el pla era emprar les dades per a mobilitzar ràpidament un nou exèrcit quan fos el moment. Així van incloure fitxes de soldats desmobilitzats el 1940 i el cens de tota la població en edat de treballar per a identificar ocupacions i qualificacions.
A mesura que la recollida de dades creixia, Carmille es va adonar del valor del número de registre atès que era molt menys ambigu que indexar per noms i cognoms, i que requeria molts menys caràcters a emmagatzemar. Com el projecte era purament civil, els naixements de nens i nenes també es van enregistrar afegint un digit més al número de registre, un 1 pels homes i un 2 per a les dones.
El ministre de Justícia del govern de Vichy, Joseph Barthélémy (anomenat el 27 de gener de 1941) volia identificar als ciutadans jueus d'entre la resta de ciutadans. Carmille argumentà que el estatus civil del projecte no permetia fer-ho atès que només s'enregistrava si eren homes o dones.
Un nou cens nacional havia de tenir lloc en 191 però Carmille el va canviar per un "cens d'activitats professionals". Aquest cens incloïa la pregunta 11 on es demanava "És vostè de raça jueva?", fent referència a l'"Estatut dels Jueus" promulgat el 3 d'octubre de 1940. La pregunta 11 havia de servir per a excloure els jueus de la participació en els "Chantiers de Jeunesse" o camps de joventut organitzats pel govern de Vichy com camps d'entrenament quasi paramilitars. El cens engegà el 17 de juliol de 1941. S'havia de crear una fitxa per a cada persona, francesa o estrangera, d'entre 13 i 64 anys. Ni el nombre de respostes ni els resultats es van acabar publicant mai.
Els tinents coronels de l'exèrcit de l'armistici (exèrcit de Vichy) però contraris a l'ocupació alemanya, Henri Zeller i Georges Pfister, indicaren a Carmille que fes preparatius per a la re-mobilització clandestina de l'exèrcit francès. Durant l'hivern de 1941-42, Carmille identificà els noms de 220.000 veterans amb experiència desmobilitzats en 1940 que vivien en la zona lliure de França controlada pel govern de Vichy, i els agrupà per localitat i unitat. Això podria fer possible una mobilització parcial per regions. També preparà les targes perforades que podrien imprimir les ordres de mobilització en qüestió d'hores.
El novembre de 1942 (desembarcament aliat a Àfrica del nord), les tropes alemanyes ocuparen el sud de França. Els vaixells de la Marina francesa són afonats a Toló el 27 de novembre i el govern de Vichy llicencià l'exèrcit de l'armistici (o exèrcit de Vichy). El General Jean-Édouard Verneau, cap de l'estat major de l'exèrcit de Vichy, i també cofundador de l'"Organisation de Résistance de l'Armée" (ORA) donà ordres de "destruir els documents relacionats amb la mobilització clandestina." El desembre, Carmille decidí amagar la seva feina relacionada amb aquesta mobilització clandestina. Els codis i els fitxers van ser amagats en el seminari jesuïta de Mongré, proper a Villefranche-sur-Saône a l'est de França. Va continuar desenvolupant la seva feina en el servei d'estadística, fent més enquestes i informes.

## Estadística i discriminació
El servei estadístic que dirigia Carmille va rebre ordres per a fer servir el sistema de número de registre per a ajudar a la identificació dels jueus de França. Carmille no refusà explícitament d'obeir, però va treballar tan lentament i obstructivament com va ser possible. Donà instruccions orals als companys de feina per a endarrerir les respostes, derivant en una mena de vaga de zel encoberta. Aquesta desobediència passiva va ser tant efectiva que el "Informe digital del nombre de jueus francesos i estrangers a juny de 1941" encara no s'havia acabat en el moment del seu arrest, el febrer de 1944. De tota manera, la policia actuà sense massa necessitat dels fitxers de Carmille, ja que desplegaven raids i deportacions basats en els seus propis fitxers escrits.
Carmille ha estat descrit a l'IEEE com un pioner del furoneig ètic (ethical hacker): 
"Over the course of two years, Carmille and his group purposely delayed the process by mishandling the punch cards. He also hacked his own machines, reprogramming them so that they'd never punch information from Column 11 onto any census card."

## Resistència, arrest i deportació
Carmille va ser membre de la xarxa de resistència de Pierre Sonneville i conegut com "Marco Polo". Durant 1943 va coordinar les seves accions amb Alger i Londres. El 4 de setembre de 1943, seguint les instruccions de Carmille, André Caffot, ajudat per la resistència, volà de Reims a Londres per a donar el Servei d'Intel·ligència una mostra de la targeta d'identitat que el govern de Vichy havia creat recentment, així com una de les màquines perforadores de targes.
En paral·lel, les notes de defuncions que arribaven al servei estadístic eren emprades per a fer noves targes d'identitat que es donaven a la resistència francesa, desertors alemanys i jueus perseguits, fet que va permetre a molts escapar de la persecució Nazi i l'Holocaust.
El 3 de febrer de 1944, René Carmille va ser arrestat a Lió junt amb el seu cap de personal Raymond Jaouen. Descrit pels alemanys com "el gran enemic de l'exèrcit alemany, havent mantingut relacions amb Londres i ajudant a grups terroristes", el van portar a l'Hotel Terminus on va ser interrogat per Klaus Barbie, qui el va torturar durant dos dies. El van internar a la presó de Montluc, i després Barbie transferí els dos presoners a Compiègne, al nord de França. D'allí els portaren al camp de concentració de Dachau en el tren de la mort del 2 al 5 de juliol de 1944, un dels darrers combois de deportats sortint de França. Jaouen morí asfixiat durant el trajecte i Carmille morí de tifus el 25 de gener de 1945 a Dachau.

## En la cultura popular
Un curt animat sobre Carmille fet el 2010, anomenat Interregnum